# Muang Loei United FC
Der Muang Loei United Football Club (thailändisch สโมสรฟุตบอลเมืองเลย ยูไนเต็ด) ist ein thailändischer Fußballverein aus Loei (Provinz Loei), der in der Thai League 3 (North/Eastern Region), der dritthöchsten thailändischen Spielklasse, spielt.

## Vereinsgeschichte
Der Verein wurde 2012 als Wang Saphung Municipality gegründet. Seit der Umbenennung in den heutigen Vereinsnamen 2016 spielt der Verein viertklassig. 2016 spielte er in der Division 3, Region North/East. Mit Einführung der Ligareform 2017 spielt der Verein in der Thai League 4, North/East-Region. 2016 und 2018 wurde der Verein Meister.

## Vereinserfolge
- Division 3 – North/East: 2016
- Thai League 4 – North/East: 2018, 2019
- Thai League 3 – North/East: 2020/21 (Vizemeister)
- Thai League 3 – North/East: 2021/22

## Stadion
Seine Heimspiele trägt der Verein im Blue Dragon Muang Loei Stadium in Loei aus.

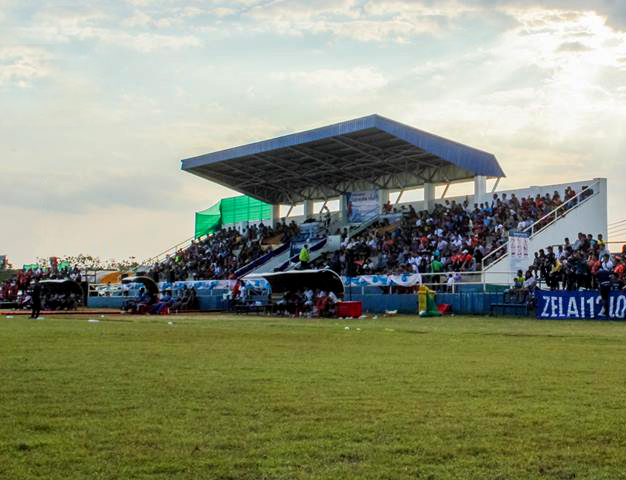
Wang Saphung Stadium

### Spielstätten seit 2017
| Saison    | Stadion                                                       | Standort           | Kapazität | Eigentümer | Koordinaten                       |
| --------- | ------------------------------------------------------------- | ------------------ | --------- | ---------- | --------------------------------- |
| 2017–2019 | Wang Saphung Stadium                                          | Loei, Provinz Loei | N/A       | N/A        | 17° 18′ 21,8″ N, 101° 46′ 12,5″ O |
| 2020      | Loei Province Stadium                                         | Loei, Provinz Loei | N/A       | N/A        | 17° 29′ 8,9″ N, 101° 44′ 5,3″ O   |
| 2021 bis  | Lottery Plus Stadium (ehemals Blue Dragon Muang Loei Stadium) | Loei, Provinz Loei | 1000      | N/A        | 17° 30′ 50,2″ N, 101° 43′ 11″ O   |

## Aktueller Kader
Stand: 1. Februar 2025
| Nr. |               | Position | Name                    |
| --- | ------------- | -------- | ----------------------- |
| 1   | Thailand      | TW       | Panupan Juheang         |
| 4   | Thailand      | AB       | Thanakorn Janluy        |
| 6   | Thailand      | AB       | Thustchaphon Manochompu |
| 7   | Thailand      | ST       | Kiattisak Boonyuen      |
| 8   | Thailand      | MF       | Prin Prathummet         |
| 9   | Nigeria       | ST       | Michael Aliu            |
| 10  | Thailand      | MF       | Kitikai Jantaruksa      |
| 11  | Aserbaidschan | ST       | Məmməd Quliyev          |
| 13  | Thailand      | AB       | Chanchai Phonchamroen   |
| 14  | Thailand      | ST       | Winiton Duangchai       |
| 16  | Thailand      | AB       | Jansada Kanha           |
| 20  | Thailand      | MF       | Peeravit Kidrob         |
| 23  | Thailand      | AB       | Taveechai Kliangklao    |

| Nr. |          | Position | Name                   |
| --- | -------- | -------- | ---------------------- |
| 26  | Kamerun  | ST       | Abbo Bouba             |
| 28  | Thailand | TW       | Phithakphong Chanoum   |
| 29  | Thailand | ST       | Kitsana Chitchuea      |
| 37  | Thailand | MF       | Thanakrit Banjongkaew  |
| 47  | Thailand | MF       | Nonthawat Chaotai      |
| 48  | Thailand | AB       | Wanthayawut Nuchkasae  |
| 59  | Thailand | AB       | Wirachai Buyairaksa    |
| 71  | Thailand | AB       | Eakkaluk Lungnam       |
| 77  | Thailand | MF       | Arthit Sunthornphit    |
| 80  | Thailand | MF       | Jakkaphat Phutthongsri |
| 88  | Thailand | ST       | Amporn Chaipong        |
| 99  | Thailand | TW       | Thanarat Naeo-Olo      |

## Ehemalige Spieler
| - Boas Chun - Andre Houma Ekue - Alpha Sama - Abass Ouro-Nimini |

## Saisonplatzierung
| Saison  | Liga                       | Liga  | Liga   | Liga | Liga | Liga | Liga  | Liga   | Liga     | Pokal               | Pokal                  | Pokal                  |
| Saison  | Liga                       | Level | Spiele | S    | U    | N    | Tore  | Punkte | Position | FA Cup              | League Cup             | T3 Cup                 |
| ------- | -------------------------- | ----- | ------ | ---- | ---- | ---- | ----- | ------ | -------- | ------------------- | ---------------------- | ---------------------- |
| 2016    | Division 3 – North/East    |       | 5      | 3    | 1    | 1    | 16:7  | 10     | 1.       |                     |                        |                        |
| 2017    | Thai League 4 – North/East | 4     | 33     | 14   | 12   | 7    | 46:30 | 54     | 3.       | 1. Runde            | 2. Qualifikationsrunde |                        |
| 2018    | Thai League 4 – North/East | 4     | 26     | 17   | 6    | 3    | 50:22 | 57     | 1.       | 1. Runde            | 2. Qualifikationsrunde |                        |
| 2019    | Thai League 4 – North/East | 4     | 24     | 17   | 4    | 3    | 55:15 | 55     | 1. ▲     | 1. Runde            | 2. Runde               |                        |
| 2020    | Thai League 3 – Upper      | 3     | 2      | 1    | 0    | 1    | 3:4   | 3      | 7.       |                     |                        |                        |
| 2020/21 | Thai League 3 – North/East | 3     | 15     | 12   | 1    | 2    | 9:37  | 37     | 2.       | 3. Runde            |                        |                        |
| 2021/22 | Thai League 3 – North/East | 3     | 24     | 18   | 4    | 2    | 59:15 | 58     | 1.       | 2. Runde            | Achtelfinale           |                        |
| 2022/23 | Thai League 3 – North/East | 3     | 24     | 9    | 9    | 6    | 38:28 | 36     | 6.       | 1. Runde            | 1. Qualifikationsrunde |                        |
| 2023/24 | Thai League 3 – North/East | 3     | 24     | 11   | 6    | 7    | 43:33 | 39     | 7.       | Qualifikationsrunde | –                      | 2. Qualifikationsrunde |
| 2024/25 | Thai League 3 – North/East | 3     | 20     | 6    | 8    | 6    | 22:22 | 26     | 5.       | 2. Runde            | 2. Qualifikationsrunde | Achtelfinale           |

| Abbruch nach dem zweiten Spieltag aufgrund der COVID-19-Pandemie |

## Trainer
| Trainer                | von               | bis               |
| ---------------------- | ----------------- | ----------------- |
| Chusak Sribhum         | 1. Januar 2018    | 23. Juli 2018     |
| Chumnan Pharkunthud    | 13. November 2018 | 3. März 2021      |
| Teeratada Chumrus      | 15. Oktober 2021  | 10. Juni 2022     |
| Pradya Sitti           | 14. Juli 2022     | 18. November 2022 |
| Phichitphong Choeichiu | 19. November 2022 | 19. Januar 2023   |
| Teeratada Chumrus      | 15. Juli 2024     | 2. November 2024  |
| Kisthachai Wongsim     | 4. November 2024  |                   |
| Tana Chanabut          | Juli 2025         |                   |

## Beste Torschützen
| Saison  | Name                       | Tore |
| ------- | -------------------------- | ---- |
| 2016    | Niyom Boonprom             | 3    |
| 2017    | Dimitri Carlos Zozimar     | 6    |
| 2018    | Chawin Thirawatsri         | 17   |
| 2019    | Wittaya Thanawatcharasanti | 13   |
| 2020/21 | Diarra Junior Aboubacar    | 14   |
| 2021/22 | Amporn Chaipong            | 11   |
| 2022/23 | Ibrahim Konaré             | 9    |
| 2023/24 | Yaya Sylla                 | 9    |

## Sponsoren
| Jahr | Ausrüster | Trikotsponsor     |
| ---- | --------- | ----------------- |
| 2017 | N/A       | Yamaha            |
| 2018 | Real      | MitrPhol / Yamaha |
| 2019 | Versus    | MitrPhol / Yamaha |
| 2020 |           | MitrPhol / BKY    |
| 2021 |           |                   |